# Scottish FA Cup 1968/69
Der Scottish FA Cup wurde 1968/69 zum 84. Mal ausgespielt. Der wichtigste Fußball-Pokalwettbewerb im schottischen Vereinsfußball wurde vom Schottischen Fußballverband geleitet und ausgetragen. Er begann am 14. Dezember 1968 und endete mit dem Finale am 26. April 1969 im Hampden Park von Glasgow. Als Titelverteidiger startete Dunfermline Athletic in den Wettbewerb, das sich im Jahr zuvor den zweiten Pokalsieg in der Vereinsgeschichte nach 1961 gesichert hatte. Im Vorjahresfinale hatte sich Dunfermline mit 3:1 gegen Heart of Midlothian durchgesetzt. Im diesjährigen Endspiel um den Schottischen Pokal standen sich Celtic Glasgow und die Glasgow Rangers im Old Firm gegenüber. Celtic gewann dabei das Endspiel durch einen klaren 4:0-Erfolg und gewann damit den insgesamt 20. Scottish FA Cup seit deren ersten Sieg im Jahr 1892. Es war das insgesamt 8. Finalderby der beiden Vereine seit den vorangegangenen Endspielen in den Jahren 1894, 1899, 1904, 1909, 1928, 1963 und 1966. Celtic hatte zuletzt bei der Austragung im Jahr 1904 ein Endspiel gegen die Rangers gewinnen können. Die Rangers verloren damit erstmals seit 1929 (damals gegen den FC Kilmarnock) wieder ein Endspiel. Trotz einer Zuschauerzahl von 132.870 wurden die Rekordbesuche des Hampden Park aus dem Jahr 1937 von 149.415 und 146.433 nicht erreicht. Am Ende des Spiels versuchten zahlreiche Rangers-Anhänger den Innenraum des Hampden Park zu stürmen, von denen ca. 200 in Gewahrsam kamen. In der Saison 1968/69 gewann Celtic innerhalb von 28 Tagen das nationale Triple mit der schottischen Meisterschaft dem Scottish FA Cup und dem Ligapokal. Als Meister nahmen die Bhoys am Europapokal der Landesmeister teil und kamen bis in das Endspiel von Mailand das gegen Feijenoord Rotterdam mit 1:2 nach Verlängerung verloren wurde. Als unterlegener Pokalfinalist nahmen die Rangers am Wettbewerb des Europapokal der Pokalsieger teil und erreichten die 2. Runde.

## 1. Runde
Ausgetragen wurden die Begegnungen am 14. Dezember 1968. Das Wiederholungsspiel fand am 18. Dezember 1968 statt.
|                        | Ergebnis |                            |
| ---------------------- | -------- | -------------------------- |
| Alloa Athletic         | 6:1      | Ross County                |
| Brechin City           | 1:1      | FC Montrose                |
| FC Cowdenbeath         | 1:0      | FC Clydebank               |
| Forfar Athletic        | 1:2      | Nairn County               |
| St. Cuthbert Wanderers | 1:0      | FC Civil Service Strollers |

### Wiederholungsspiel
|             | Ergebnis |              |
| ----------- | -------- | ------------ |
| FC Montrose | 3:2      | Brechin City |

## 2. Runde
Ausgetragen wurden die Begegnungen am 4. Januar 1969. Das Wiederholungsspiel fand am 8. Januar 1969 statt. 
|                       | Ergebnis |                        |
| --------------------- | -------- | ---------------------- |
| Alloa Athletic        | 0:0      | FC East Stirlingshire  |
| FC Dumbarton          | 3:2      | FC Vale of Leithen     |
| University of Glasgow | 5:2      | St. Cuthbert Wanderers |
| Hamilton Academical   | 0:2      | FC Cowdenbeath         |
| FC Montrose           | 6:1      | FC Fraserburgh         |
| Nairn County          | 0:2      | Berwick Rangers        |
| FC Stenhousemuir      | 1:0      | Albion Rovers          |
| FC Stranraer          | 2:0      | Elgin City             |

### Wiederholungsspiel
|                       | Ergebnis |                |
| --------------------- | -------- | -------------- |
| FC East Stirlingshire | 2:1      | Alloa Athletic |

## 3. Runde
Ausgetragen wurden die Begegnungen am 25. Januar 1969. Die Wiederholungsspiele fanden am 28. und 29. Januar 1969 statt.
|                       | Ergebnis |                       |
| --------------------- | -------- | --------------------- |
| FC Aberdeen           | 3:0      | Berwick Rangers       |
| Ayr United            | 1:0      | Queen of the South    |
| FC Dumbarton          | 0:1      | FC St. Mirren         |
| FC Dundee             | 1:2      | Heart of Midlothian   |
| Dundee United         | 2:1      | FC Queen’s Park       |
| FC East Stirlingshire | 2:0      | Stirling Albion       |
| FC Falkirk            | 1:2      | Greenock Morton       |
| FC Kilmarnock         | 6:0      | University of Glasgow |
| FC Montrose           | 1:0      | FC Cowdenbeath        |
| FC Motherwell         | 1:1      | FC Clyde              |
| Partick Thistle       | 3:3      | Celtic Glasgow        |
| Raith Rovers          | 0:2      | Dunfermline Athletic  |
| Glasgow Rangers       | 1:0      | Hibernian Edinburgh   |
| FC St. Johnstone      | 3:2      | FC Arbroath           |
| FC Stenhousemuir      | 0:3      | Airdrieonians FC      |
| FC Stranraer          | 3:1      | FC East Fife          |

### Wiederholungsspiele
|                | Ergebnis |                 |
| -------------- | -------- | --------------- |
| Celtic Glasgow | 8:1      | Partick Thistle |
| FC Clyde       | 2:1      | FC Motherwell   |

## Achtelfinale
Ausgetragen wurden die Begegnungen zwischen dem 8. und 25. Februar 1969. Die Wiederholungsspiele fanden zwischen dem 12. und 26. Februar 1969 statt.
|                       | Ergebnis |                      |
| --------------------- | -------- | -------------------- |
| FC Aberdeen           | 2:2      | Dunfermline Athletic |
| Airdrieonians FC      | 1:1      | FC St. Mirren        |
| FC Clyde              | 0:0      | Celtic Glasgow       |
| Dundee United         | 6:2      | Ayr United           |
| FC East Stirlingshire | 1:1      | FC St. Johnstone     |
| FC Montrose           | 1:1      | FC Kilmarnock        |
| Glasgow Rangers       | 2:0      | Heart of Midlothian  |
| FC Stranraer          | 1:3      | Greenock Morton      |

### Wiederholungsspiele
|                      | Ergebnis |                       |
| -------------------- | -------- | --------------------- |
| Celtic Glasgow       | 3:0      | FC Clyde              |
| Dunfermline Athletic | 0:2      | FC Aberdeen           |
| FC Kilmarnock        | 4:1      | FC Montrose           |
| FC St. Johnstone     | 0:2      | FC East Stirlingshire |
| FC St. Mirren        | 0:1      | Airdrieonians FC      |

## Viertelfinale
Ausgetragen wurden die Begegnungen am 1. März 1969. Das Wiederholungsspiel fand am 5. März 1969 statt.
|                 | Ergebnis |                  |
| --------------- | -------- | ---------------- |
| FC Aberdeen     | 0:0      | FC Kilmarnock    |
| Celtic Glasgow  | 3:2      | FC St. Johnstone |
| Dundee United   | 2:3      | Greenock Morton  |
| Glasgow Rangers | 1:0      | Airdrieonians FC |

### Wiederholungsspiel
|               | Ergebnis |             |
| ------------- | -------- | ----------- |
| FC Kilmarnock | 0:3      | FC Aberdeen |

## Halbfinale
Ausgetragen wurden die Begegnungen am 22. März 1969.
|                 | Ergebnis  |                 |
| --------------- | --------- | --------------- |
| Celtic Glasgow  | * 4:1 *   | Greenock Morton |
| Glasgow Rangers | ** 6:1 ** | FC Aberdeen     |

## Finale
| Celtic Glasgow                           | Celtic Glasgow | Glasgow Rangers | Glasgow Rangers |
| ---------------------------------------- | --- | --- | --------------- |
| Celtic Glasgow                           | \| Finale \| \| 26. April 1969 in Glasgow (Hampden Park) \| \| Ergebnis: 4:0 (3:0) \| \| Zuschauer: 132.870 \| \| Schiedsrichter: Jim Callaghan \| \| Spielbericht \|                    | \| Finale \| \| 26. April 1969 in Glasgow (Hampden Park) \| \| Ergebnis: 4:0 (3:0) \| \| Zuschauer: 132.870 \| \| Schiedsrichter: Jim Callaghan \| \| Spielbericht \|                            | Glasgow Rangers |
| Celtic Glasgow                           | John Fallon – Jim Craig, Billy McNeill, Tommy Gemmell, Jim Brogan – George Connelly, Bobby Murdoch, Bertie Auld, Bobby Lennox – Stevie Chalmers, William Wallace Cheftrainer: Jock Stein | Norrie Martin – Kai Johansen, John Greig, Ronnie McKinnon, Willie Mathieson – Willie Henderson, Dave Smith, Andy Penman, Örjan Persson – Willie Johnston, Alex Ferguson Cheftrainer: David White | Glasgow Rangers |
| Celtic Glasgow                           | 1:0 Billy McNeill (3.) 2:0 Bobby Lennox (44.) 3:0 George Connelly (45.) 4:0 Stevie Chalmers (76.)                                                                                        | | Glasgow Rangers |
| Finale                                   | | |                 |
| 26. April 1969 in Glasgow (Hampden Park) | | |                 |
| Ergebnis: 4:0 (3:0)                      | | |                 |
| Zuschauer: 132.870                       | | |                 |
| Schiedsrichter: Jim Callaghan            | | |                 |
| Spielbericht                             | | |                 |